# Route nationale 42 (Belgique)
Pour les articles homonymes, voir Route nationale 42.
La route nationale 42 (N42) est une route nationale de Belgique reliant Wetteren à Lessines.